# Longitarsus violentus
Longitarsus violentus es una especie de insecto coleóptero de la familia Chrysomelidae. Fue descrita científicamente en 1893 por Weise.